# Gino Borsoi
Pas d'image ? Cliquez ici
Gino Borsoi (né le 11 mars 1974 à Motta di Livenza, dans la province de Trévise, en Vénétie) est un pilote de moto italien.

## Biographie
Gino Borsoi a débuté en 1997 au Grand Prix moto d'Italie sur une Aprilia avec laquelle il a couru jusqu'à la fin de sa carrière, sauf une fois en 1997 sur une Yamaha.
Après sa retraite en 2004, il devient consultant et testeur technique dans l'équipe Aspar Martinez.
Il a été surnommé « Cobra killer » par ses collègues après avoir tué involontairement un cobra qui s'était aventuré sur la piste, en le frappant avec un genou dans un virage lors du Grand Prix de Malaisie à Sepang en 1998.